# Bernard Baudoux
Bernard Paul Arthur Baudoux (* 31. Mai 1928 in Soissons; † 11. April 2024 in Monségur) war ein französischer Florettfechter.

## Erfolge
Bernard Baudoux erreichte bei den Olympischen Spielen 1956 in Melbourne im Mannschaftswettbewerb die Finalrunde, die er gemeinsam mit Roger Closset, Claude Netter, René Coicaud, Jacques Lataste und Christian d’Oriola auf dem Silberrang hinter Italien und vor Ungarn beendete. Im Jahr darauf gewann er zunächst bei den Weltmeisterschaften 1957 in Paris mit der Mannschaft die Silbermedaille, ehe er mit ihr 1958 in Philadelphia Weltmeister wurde. Darüber hinaus belegte er in Philadelphia in der Einzelkonkurrenz den dritten Rang. 